# André Lemaire (historien)
André Lemaire est un épigraphiste, historien, philologue et prêtre catholique français né le 2 janvier 1942,, directeur d'études honoraire à l'École pratique des hautes études, où il enseignait la philologie et l'épigraphie hébraïques et araméennes. Spécialisé dans la civilisation ouest-sémitique ancienne et les origines du monothéisme, il est membre correspondant de l’Académie des inscriptions et belles-lettres.
Il a dirigé l’édition scientifique de la série internationale Supplements to Vetus Testamentum (plus de 30 volumes).

## Temple de Salomon
Dans les années 1980, il authentifie une petite pièce sculptée brisée,  « la grenade d'ivoire (en) » qui, d'après l'inscription examinée avec les méthodes de l'épigraphie, daterait selon lui du VIIIe siècle av. J.-C. et aurait appartenu aux objets de culte du temple du roi Salomon. Cette authenticité a été contestée par le professeur Yuval Goren de l'Université de Tel Aviv qui affirme que l'inscription gravée dessus est postérieure à l'éclatement de la pièce. Acquise pour la somme de 550 000 $, la grenade, dont l'authenticité est fortement mise en doute, n'est désormais plus présentée au musée d'Israël comme une pièce authentique.

## Publications
- Les Ministères aux origines de l'Église : Naissance de la triple hiérarchie, évêques, presbytres, diacres, Cerf, 1971
- Les Ministères dans l'Église, Le Centurion, 1974
- La Palestine à l'époque perse (avec Ernest-Marie Laperrousaz), Cerf, 1994
- Le Monde de la Bible, Les Arènes, 1999
- Histoire du peuple hébreu, Que sais-je, 6e éd., 2001
- Prophètes et rois : Bible et Proche-Orient (dir.), Cerf, 2001
- Le Proche-Orient asiatique, tome 2 (avec Paul Garelli), PUF, 2002
- La Naissance du monothéisme : Point de vue d'un historien, Bayard, 2003

André Lemaire fait partie de l'équipe d'exégètes ayant participé à la traduction de la bible publiée par Bayard en 2001.